# Kràsnovo
Kràsnovo (en rus: Красново) és un poble de l'óblast de Vladímir, a Rússia, segons el cens del 2010 tenia 27 habitants. Pertany al districte municipal de Mélenki.